# 26 Armia (ZSRR)
26 Armia (ros. 26-я армия) – związek operacyjny Armii Czerwonej z okresu II wojny światowej.

## Historia
Armia formowana czterokrotnie:
- I formowanie – czerwiec 1940 w Kijowskim Specjalnym Okręgu Wojskowym. W czasie niemieckiej agresji na Związek Radziecki walczyła w składzie Frontu Południowo-Zachodniego. Okrążona została przez wojska niemieckie w rejonie Kijowa. Podczas wyjścia z okrążeni poniosła olbrzymie straty[1]. Rozformowanie dowództwa Armii nastąpiło w końcu września 1941.
- II formowanie – 9 październik 1941 w Moskiewskim Okręgu Wojskowym na bazie dowództwa 1 Gwardyjskiego Korpusu Strzeleckiego[2]. Rozformowana w końcu października 1941.
- III formowanie – listopad 1941 w Nadwołżańskim Okręgu Wojskowym. Walczyła w składzie Frontu Wołchowskiego. W końcu grudnia 1941 przeformowana w 2 Armię Uderzeniową.
- IV formowanie – marzec – kwiecień 1942 roku w składzie Frontu Karelskiego, w którego składzie walczyła na froncie fińskim. Od listopada 1944 w składzie 3 Frontu Ukraińskiego, w którym uczestniczyła w operacjach: budapeszteńskiej, balatońskiej, wiedeńskiej.

## Dowódcy armii
| stopień   | imię i nazwisko  | okres pełnienia służby  | kolejne stanowisko |
| --------- | ---------------- | ----------------------- | ------------------ |
| gen. por. | Fiodor Kostienko | VI – IX 1941            |                    |
| gen. mjr  | Aleksiej Kurkin  | 9 X – X 1941            |                    |
| gen. mjr  | Nikołaj Nikiszin | 28.03.1942 – 17.05.1943 |                    |
| gen. mjr  | Lew Skwirski     | 17.05.1943 – 26.08.1944 |                    |
| gen. por. | Nikołaj Gagen    | 16.01.1945 – 09.05.1945 |                    |

## Struktura organizacyjna
Skład 22 czerwca 1941 roku:
- 8 Korpus Strzelecki
  - 99 Dywizja Strzelecka
  - 173 Dywizja Strzelecka
  - 72 Dywizja Strzelców Górskich
- 8 Korpus Zmechanizowany
- 8 Przemyski Rejon Umocniony
- oddziały armijne[5].